# Pselaptus belfragei
Pselaptus belfragei är en skalbaggsart som beskrevs av Leconte 1880. Pselaptus belfragei ingår i släktet Pselaptus och familjen kortvingar. Inga underarter finns listade i Catalogue of Life.